# 팡팡 튤립
《팡팡 튤립》(Fanfan La Tulipe, Fan-Fan The Tulip)은 이탈리아에서 제작된 크리스티앙 자크 감독의 1952년 모험 영화이다. 제라르 필립 등이 주연으로 출연하였고 알렉상드르 노우츠킨 등이 제작에 참여하였다.

## 출연

### 주연
- 제라르 필립
- 지나 롤로브리지다

### 조연
- 네리오 베르나르디
- 장 마크 텐베르그

## 기타
- 프로듀서: 프란시스 코스네
- 프로듀서: 조지 덩시거스
- 미술: 로버트 기스
- 의상: 마르셀 에스코피어

## 수상 및 후보
수상
- 1952년 베를린 국제 영화제 - Silver Berlin Bear
- 1952년 칸 영화제 - 감독상

후보
- 1952년 칸 영화제 - Grand Prize of the Festival